# Rhinopias

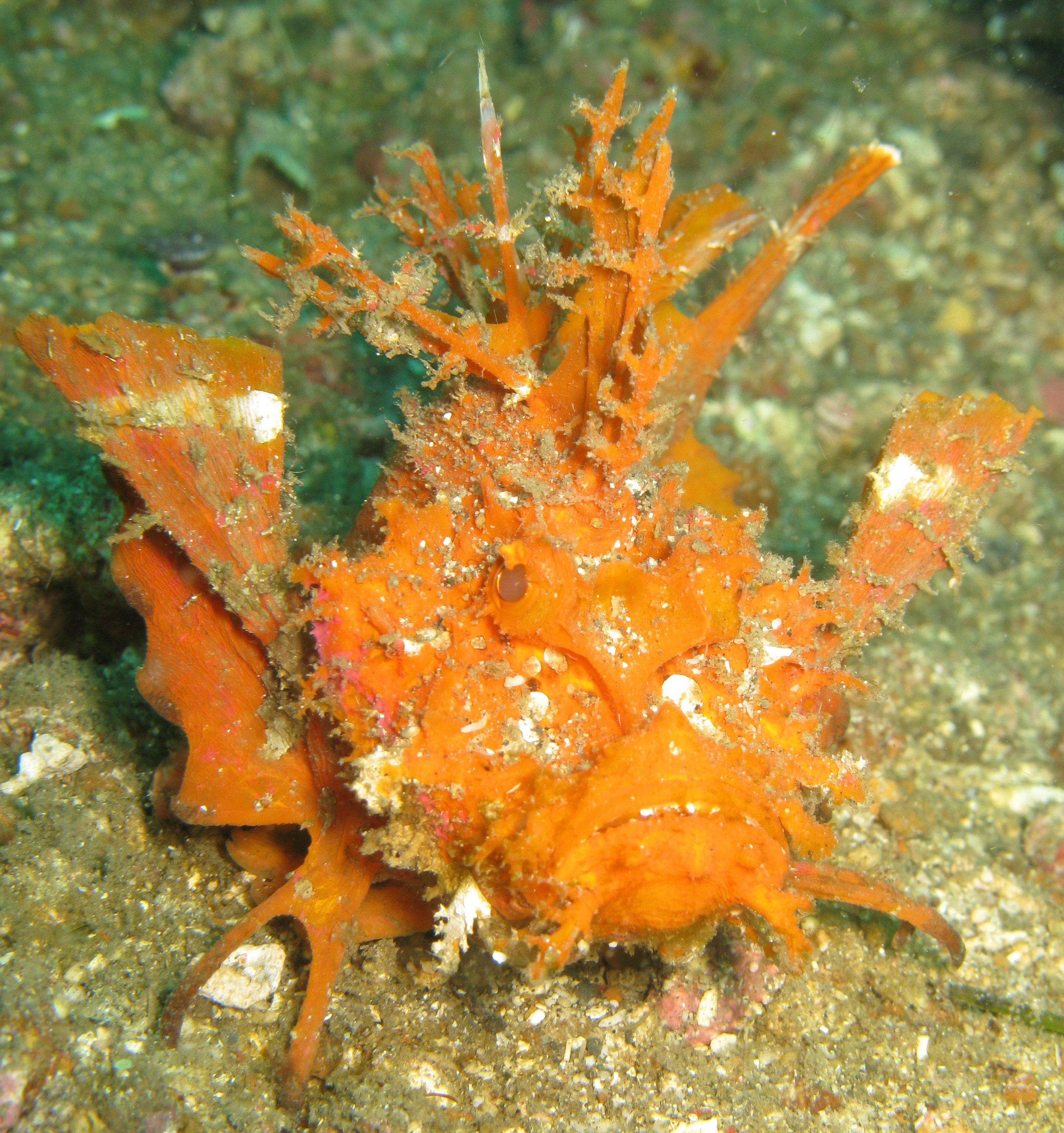
Un exemplar a Lembeh i Bunaken, Indonèsia

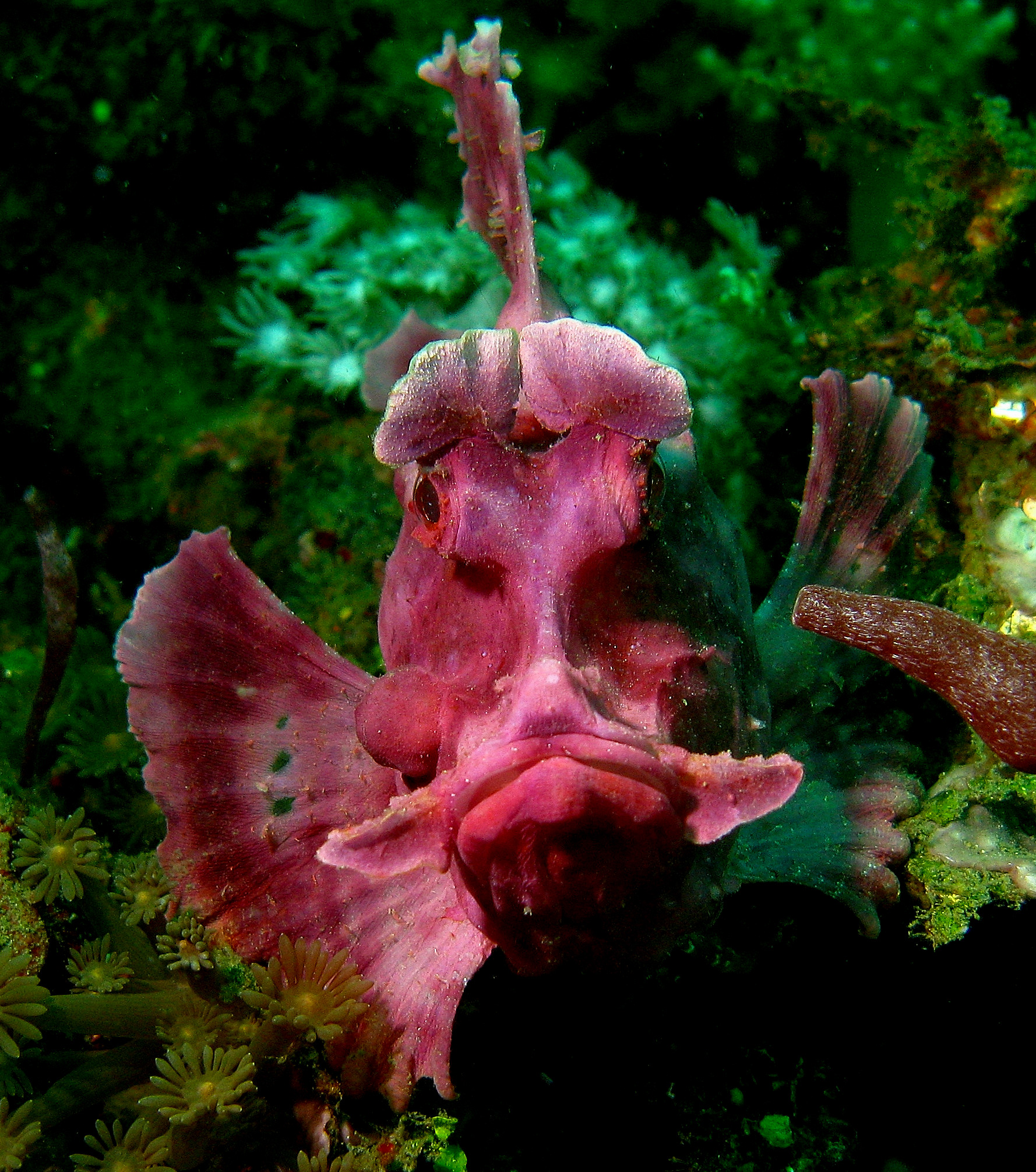
Vista frontal

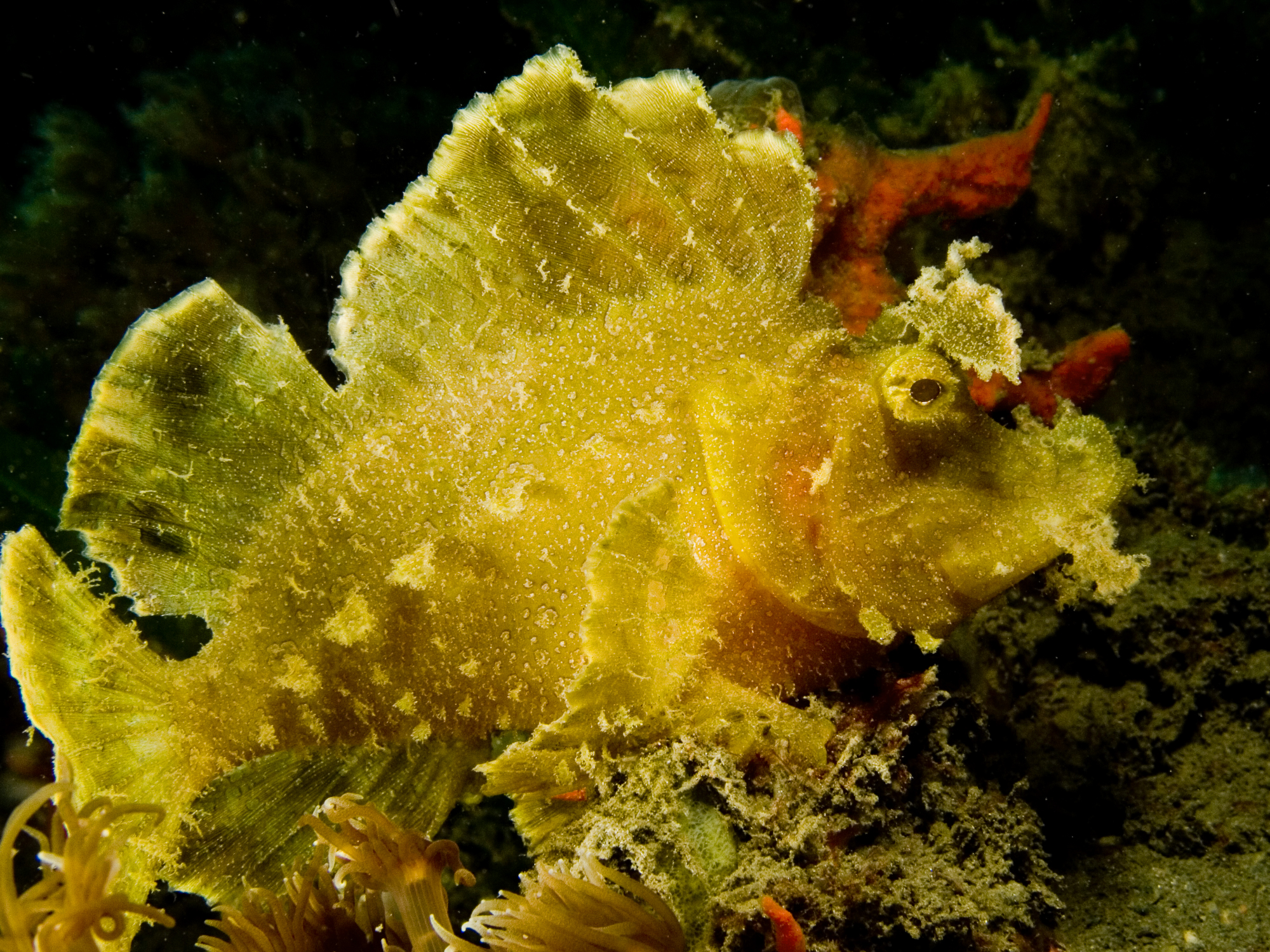
Rhinopias eschmeyeri de Timor Oriental

Rhinopias és un gènere de peixos pertanyent a la família dels escorpènids.

## Taxonomia
- Rhinopias aphanes (Eschmeyer, 1973)[2][3]
- Rhinopias argoliba (Eschmeyer, Hirosaki & Abe, 1973)[2]
- Rhinopias cea (Randall & DiSalvo, 1997)[4][5]
- Rhinopias eschmeyeri (Condé, 1977)[6][7]
- Rhinopias filamentosus (Fowler, 1938)
- Rhinopias frondosa (Günther, 1892)[8]
- Rhinopias godfreyi (Whitley, 1954)
- Rhinopias xenops (Gilbert, 1905)[9][10][11][12][13][14][15]

## Costums
Utilitza el camuflatge per confondre's amb el seu entorn.

## Observacions
Són peixos poc comuns, tot i que, de vegades, són presents en el comerç de peixos d'aquari on aconsegueixen preus alts.